# Мальтийский сокол (фильм, 1941)
«Мальтийский сокол» (англ. The Maltese Falcon) — чёрно-белая детективная драма, дебютный фильм режиссёра Джона Хьюстона, который принято считать первым классическим фильмом направления нуар. Это третья по счёту и наиболее прославленная экранизация одноимённого романа Дэшила Хэмметта (1930). Фильм сделал Хамфри Богарта звездой первой величины.
Фильм имел ошеломительный успех в прокате и номинировался на премию «Оскар» в трёх категориях — «Лучший фильм», «Лучший адаптированный сценарий» (Джон Хьюстон) и «Лучшая мужская роль второго плана» (Сидни Гринстрит). В 1989 году стал одним из 25 фильмов, включённых в Национальный реестр фильмов за своё «культурное, историческое или эстетическое значение».
По версии Американского института кино картина занимает ряд мест:
- 23-е (1998) и 31-е (2007) места в списке 100 лучших американских фильмов[5][6]
- 26-е место из 100 остросюжетных фильмов
- 14-е место из 100 киноцитат («То, из чего сделаны мечты»)
- 6-е место из 10 лучших детективов в списке 10 фильмов из 10 жанров

Кроме того, исполнитель главной мужской роли Хамфри Богарт возглавил мужскую часть списка 100 звёзд американского кино.

## Сюжет
В 1539 году рыцари ордена тамплиеров острова Мальта заплатили дань королю Испании Карлу V, послав ему золотого сокола, покрытого от клюва до когтей редкими драгоценными камнями. Но пираты захватили галеру, перевозившую бесценный дар, и судьба мальтийского сокола остаётся загадкой до этих дней…— Вступление
Сан-Франциско, 1941 год. Рут Уандерли (Мэри Астор), прибывшая из Нью-Йорка, обращается в частное детективное бюро Майлза Арчера (Джером Кауэн) и Сэма Спейда (Хамфри Богарт), о ней сообщает секретарша Эффи (Ли Патрик). Девушка прибыла для того, чтобы попросить проследить за неким Флойдом Тёрзби, опасным человеком, якобы бежавшим с сестрой Уандерли. Рут описывает любовника сестры, которого она считает опасным — тёмные волосы, густые брови, говорит громко и самоуверенно, производит впечатление несдержанного человека, также у него есть жена и трое детей в Англии, поэтому женитьбой он не прикрывается. В первую же ночь слежки за клиенткой Арчер был убит на Буш-стрит. Об этом рано утром Спейду сообщает Том Полхауз, о чём он передаёт сначала жене Майлза, а затем Эффи. Из разговора с сержантом Полхаузом (Уорд Бонд) выясняется, что выстрел был произведён в сердце из автоматического 8-зарядного револьвера 45-го калибра, модель которого больше не выпускается, тело скатилось с холма, с него не были взяты деньги. Решив позвонить клиентке, Спейд выясняет, что она съехала. Квартиру детектива вместе с Томом посещает лейтенант Данди (Бартон Маклейн), сообщающий, что Тёрзби обнаружен мёртвым — тот получил четыре пули в спину из оружия 44-го калибра с другой стороны улицы. Лейтенант подозревает Спейда, однако пока не готов предъявлять ему обвинение.
Вдова убитого напарника Айва (Глэдис Джордж) приходит в офис и плачет на груди Спейда, подозревая того в убийстве мужа, ведь не будь того на пути, у них возникли бы отношения. Рут Уандерли назначает встречу по телефону, Спейд распоряжается заменить вывеску на двери. Рут, которая теперь называет себя Бриджид О’Шонесси, признаётся, что соврала, и объясняет, что Тёрзби был её партнёром и, вероятно, убил Арчера, но она не знает, кто убил самого Терзби. Спейд не доверяет Бриджид, но соглашается расследовать убийства, взяв в качестве оплаты почти все наличные девушки, и сказав, что перед приходом позвонит по телефону — длинный-короткий-длинный короткий гудки.
Спейда посещает некто Джоэл Кэйро (Петер Лорре), элегантный человек, предлагающий Спейду контракт на поиск чёрной статуэтки мальтийского сокола — редкой статуэтки, предполагая, что Спейд посвящён в её тайну, и обещая заплатить 5000 долларов. После звонка Эффи, рабочий день которой подошёл к концу, Кэйро берёт детектива на мушку, но тот выбивает пистолет и нокаутирует незнакомца. У того оказывается тёмное прошлое — в кармане обнаруживаются паспорта Греции, Франции и Великобритании. Спейд не имеет представления ни о соколе, ни о его тайне, но догадывается о связи между визитами Кэйро, О’Шонесси и смертью своего партнёра. Кэйро приходит в себя, Спейд берёт аванс в 200 долларов, клиент сообщает, что остановился в отеле «Бельведер», номер 635. Получив пистолет обратно, он вновь нацеливает его на Спейда, на этот раз тот позволяет обыскать офис.
Спейд замечает, как за ним следит неизвестный молодой человек, избавляется от «хвоста» и возвращается в номер 1001, где живёт клиентка. Детектив «покупает лояльность» мисс Бриджид поцелуем, после чего устраивает обоим нечто вроде очной ставки у себя на квартире. Девушка соглашается на следующей неделе вернуть за определённую сумму интересующую Кэйро статуэтку сокола и упоминает некоего «Толстяка». Кэйро тщетно пытается выхватить оружие после пощёчины от девушки. Являются Данди и Полхауз, лейтенант подозревает, что между Спейдом и Айвой Арчер есть связь, и что та тщетно пыталась ради этого добиться развода от мужа. После слов Спейда о том, что Бриджид со вчерашнего дня является его оперативным сотрудником, и что они решили выяснить, что известно Кэйро, того забирают «для выяснения обстоятельств», перед уходом Данди бьёт детектива, сказавшего, что будь у него пистолет не 25-го, его бы обвинили в двойном убийстве. Будучи вновь уличённой во лжи, девушка рассказывает, что статуэтка добыта в Константинополе у русского генерала Кемидова. Подозревая, что Кэйро вряд ли заплатит за эту работу, она и Тёрзби спешно покинули Константинополь. Однако она не доверяла и Терзби, считая, что он попробует её надуть. Между Бриджид и Спейдом возникает нечто большее, нежели деловое сотрудничество.
Явившись в «Бельведер», Спейд выясняет, что Кэйро отсутствует. Он предупреждает продолжающего следить за ним Уилмера Кука (Элиша Кук-младший), что им с Толстяком ещё достанется. Детективы прогоняют Уилмерка, перед уходом детектив пускает сигаретное облако тому в лицо. Из участка возвращается Кэйро, полиция не смогла получить от него информацию. От секретарши Спейд узнаёт, что звонил мистер Гатмен. Пришедшая Бриджид говорит, что кто-то рылся в её номере, детектив решает на время укрыть её у себя. Приходит Айва, раскаивающаяся в том, что вчера послала полицию из ревности.
Спейд идёт на встречу с Каспером «Толстяком» Гатменом (Сидни Гринстрит), человеком которого оказывается Уилмер. Оказывается, что мафиози также охотится за статуэткой. Детективу надоедает, что Толстяк ходит вокруг да около, он уходит, предупредив, чтобы его прихвостень прекратил слежку. У входа в лифт Спейд не замечает пришедшего к Гатмену Кэйро, выходящего из другого лифта.
Лейтенант Данди вновь неформально общается с детективом, тому сообщают, что Арчера застрелили из оружия Тёрзби, у которого и до этого были неприятности с американскими правоохранительными органами. Насчёт того, кто убил Терзби, ясности по-прежнему нет и подозрения с него пока не сняты. Спейд демонстрирует готовность пойти в суд.
Уилмер сообщает, что босс готов к разговору, по пути Спейд ловко вытаскивает у того из карманов два пистолета. Толстяк сообщает, что представляет собой реликвия, вокруг которой кипят страсти. В своё время она была изготовлена рыцарями ордена госпитальеров Святого Иоанна Иерусалимского как первая ежегодная дань императору Карлу V, передавшему им остров Мальта. Но галера, на которой среди прочих ценных грузов находилась статуэтка, не попала в порт назначения. Корабль захватили алжирские пираты, и золотой сокол начал странствовать по свету, переходя из рук в руки. В 1713 году она появилась на Сицилии, в 1840- в Париже. Кто-то из владельцев из предосторожности покрывает сокола чёрной эмалью. В таком виде она гуляла ещё 60 лет. Гатмен выходит на след сокола, когда тот попадает к греку-предпринимателю, купившему её в жалкой лавчонке в 1923 году. До заветной цели, казалось бы, рукой подать, но год спустя грек погибает при загадочных обстоятельствах, а статуэтка исчезает из его дома. Потратив на поиски семнадцать долгих лет, Толстяк наконец находит сокола в Константинополе, но его теперешний владелец, отставной русский генерал Кемидов, не желает расставаться с безделушкой, истинной ценности которой тот не представлял. Тогда пришлось пойти на кражу, тем не менее в руки Толстяка сокол не попадает. Гатмен не сомневается, что лишь мисс О’Шонесси знает местонахождение реликвии, а поскольку следы её затерялись в Сан-Франциско, он предлагает Спейду 25 000 долларов по возвращении сокола и ещё столько же позже, или четверть суммы от его продажи — около 250 000. Но заманчивое предложение оборачивается блефом: в виски Спейду подмешивают снотворное, он падает без сознания, в чём ему «помогает» Уилмер, также ударивший его ногой по голове. Преступная троица уходит. Очнувшись, Спейд понимает, что его просто вывели из игры, чтобы успеть без помех отыскать Бриджид.
Из разговора с Эффи выясняется, что Бриджид исчезла, Спейду приходится перерыть её вещи, прежде чем из газеты он понимает, что она, скорее всего, отправилась встречать пароход «Палома», прибывающий в 17:35 из Гонконга. Когда на борту вспыхивает пожар, Спейд понимает, что это лишь первое звено в цепочке новых драматических событий. Вскоре в офис приходит смертельно раненый капитан судна Джейкоби (Уолтер Хьюстон) с газетным свёртком, в котором оказывается мальтийский сокол. Звонит телефон. Бриджид О’Шонесси находится в отеле «Александрия» на Берлингем-26, и просит приехать — ей якобы угрожает страшная опасность. Сдав сокола в камеру хранения № 746, Спейд оставляет записку в почтовом ящике, после чего отправляется вызволять девушку на такси. Тревога оказывается ложной. После звонка Эффи Спейд возвращается домой, у входа обнаруживая Бриджид. Там его уже поджидают Гатмен, Кэйро и Уилмер.
Гатмен, пользуясь сложившимся положением, не выполняет условия договора, заплатив лишь 10 000. Начинается торговля. Спейд готов взять в обмен на птицу часть суммы, но требует, чтобы Уилмера сдали полиции как «козла отпущения» и убийцу Тёрзби и Джейкоби. После долгих переговоров Гатмен соглашается, Спейд вырубает Уилмера и забирает у него и Кэйро пистолеты. Выясняется, что после допроса в участке Кэйро связался с Толстяком для объединения усилий. Узнав о прибытии судна и зная, что мисс О’Шонесси знакома с Джейкоби, тот понял, кому она передаст статуэтку. После трудных переговоров они договорились об обмене, но по дороге в отель Бриджид и капитан бежали. Пожар на «Паломе» произошёл случайно по вине Уилмера. Он же несколько раз ранил Джейкоби, пытавшегося бежать по пожарной лестнице через номер Бриджид. Из-за того, что преступники слишком долго убеждали девушку направить детектива по ложному следу, статуэтка оказалась у Спейда раньше предполагаемого.
Толстяк отдаёт деньги детективу, но в конверте не оказывается одной купюры. Спейд не ведётся на уловку, что якобы собирающаяся уходить Бриджид украла её, и Гатмен достаёт пропажу из нагрудного кармана, обещая отдать остальное позже. Вскоре по указанию детектива Эффи, достав квитанцию из почтового ящика, привозит свёрток с реликвией. Гатмен разворачивает бумагу, начинает соскабливать ножом краску, но, ко всеобщему потрясению, под чёрным защитным слоем оказывается не золото, а свинец. Драгоценность оказывается фальшивкой. Кэйро в истерике обвиняет босса, которого так легко облапошил Кемидов. Толстяк, впрочем, недолго предаётся унынию. Он выражает готовность продолжить поиски до победного конца, отправившись в Турцию. Спейд возвращает большую часть из полученной им суммы, троица удаляется, после чего Спейд связывается с Полхаусом и сдаёт преступников.
Теперь Спейд заставляет Бриджид О’Шонесси рассказать, как все было на самом деле. Именно она из холодного расчёта застрелила Арчера. Опасаясь своего сообщника, она решила вывести его из игры любым способом. Зная про то, какие непростые отношения у Тёрзби с полицией, она тем самым почти стопроцентно выводила его из погони за статуэткой, добытой совместными усилиями в Константинополе, в ходе чего пришлось скрываться от Гатмена. Тогда-то она и придумала отправить статуэтку окольным путём через Гонконг на «Паломе». Но слишком быстрое появление в Сан-Франциско Гатмена заставило её обратиться в детективное агентство Спейда. Спейд говорит, что будет ждать её после освобождения через 20 лет, выражает надежду, что её не повесят, и звонит полиции. Детектив во имя партнёра не ведётся на слёзы, признание в любви и мольбы не выдавать её, несмотря на чувства к девушке. Полхаусу и смущённому Данди он предоставляет доказательства — пистолеты, тысячедолларовую банкноту и поддельную статуэтку. Том берёт сокола, Спейд говорит: «То, из чего сделаны мечты», после чего забирает её и смотрит на заплаканную Бриджид, спускающуюся на лифте.

## В ролях
- Хамфри Богарт — Сэм Спейд

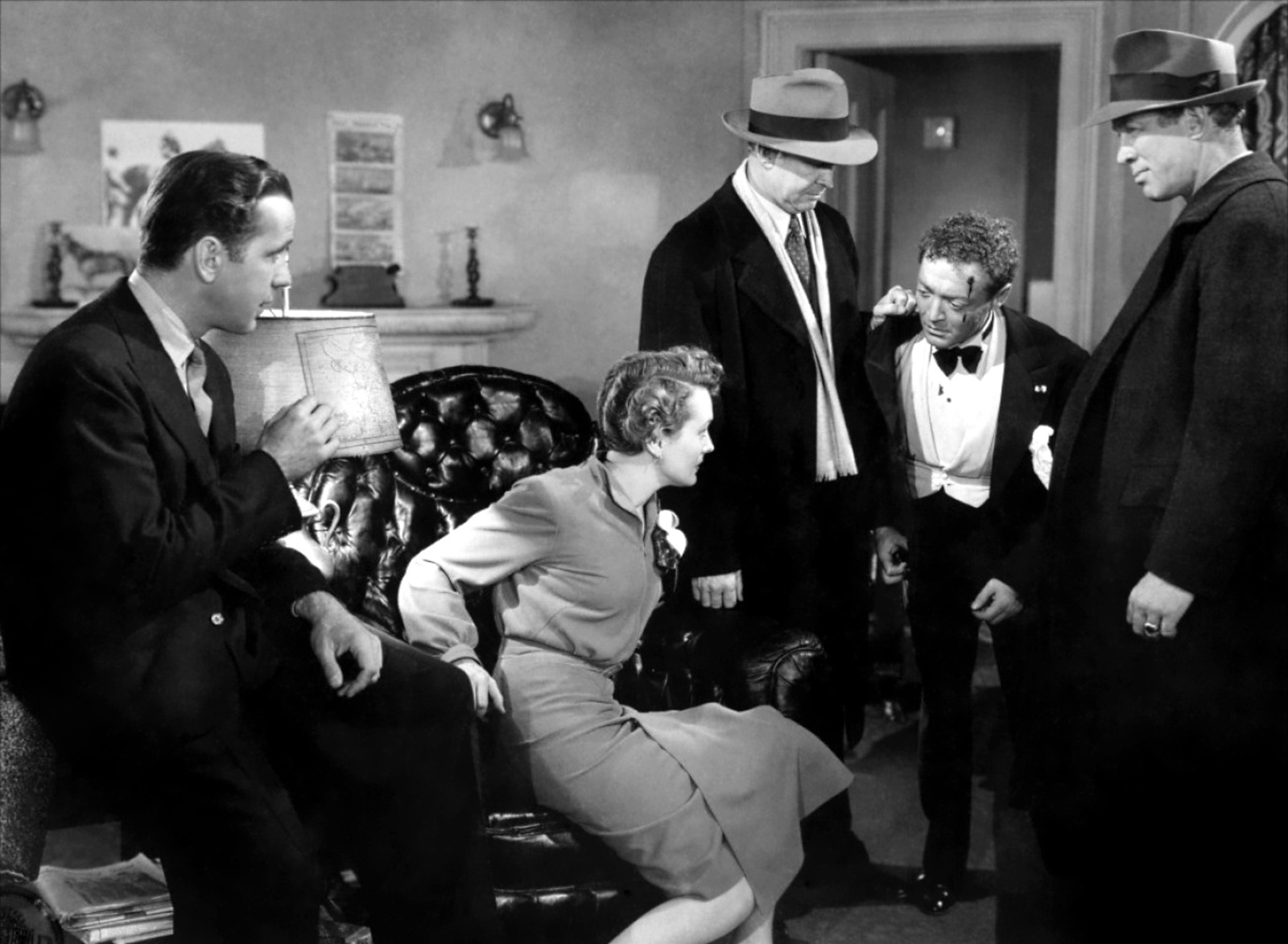
Сцена из фильма

- Мэри Астор — Рут Уандерли / Бриджид О’Шонесси, клиентка Спейда
- Глэдис Джордж — Айва Арчер, жена Майлза
- Петер Лорре — Джоэл «Джо» Кэйро, клиент Спейда
- Сидни Гринстрит — Каспер «Толстяк» Гатмен, мафиози
- Бартон Маклейн — лейтенант Данди, начальник Полхауза
- Уорд Бонд — сержант Том Полхаус
- Ли Патрик — Эффи Пэррин, секретарша Спейда
- Джером Кауэн — Майлз Арчер, напарник Спейда
- Элиша Кук-младший — Уилмер Кук, подручный Гатмена

Эпизодическую роль раненого капитана, который принёс статуэтку сокола в офис Спейда, сыграл отец режиссёра — Уолтер Хьюстон. За своё появление в кадре он не получил ни цента.

## Статуэтка
Роль макгаффина (ценного предмета, за которым охотятся персонажи) отведена инкрустированной бриллиантами статуэтке сокола. Художник фильма выполнил этот предмет реквизита по образцу кубка графа Книпхаузена из собрания Чатсуорт-хауса (изготовлен в 1697 году). В тексте, с которого начинается фильм, сказано, что этот предмет подарили императору Карлу V «рыцари храма Мальтийского ордена» (англ. the Knight Templars of Malta, госпитальеры) в благодарность за то, что он выделил в их распоряжение Мальту.
Для съёмок фильма были изготовлены две статуэтки сокола, из которых одна была в 2013 году продана на аукционе более чем за 4 млн долларов.

## Операторская работа
«Мальтийский сокол» вошёл в историю как прообраз «чёрного жанра» в кино. Многие кинематографические приёмы, впервые опробованные создателями ленты, получили развитие в десятках фильмов этого жанра. Например, почти во всех сценах, где появляется героиня Мэри Астор, содержатся визуальные намёки на то, что она окажется за решёткой. То она носит полосатую пижаму, то на неё падает полосами свет от жалюзи, прутья решётки напоминает рисунок на мебели и т. д. Этот операторский приём весьма полюбился создателям нуаров.

## Успех
Выход фильма на экраны пришлось отложить по той причине, что ревнители общественной нравственности настаивали на смягчении ругательств, которые вылетают из уст Спейда, а также на притушёвывании гомосексуальной ориентации Гатмена, Кэйро и Уилмера.
Сразу после выхода фильма в киностудии заговорили о съёмках сиквела, однако замысел осуществился только в 1975 году, когда на экраны вышел (и провалился) фильм «Чёрная птица», в котором были заняты некоторые актёры из оригинального фильма.
Роберт Сербер в своих воспоминаниях утверждал, что назвал атомную бомбу, сброшенную на Нагасаки, «толстяком» в честь одного из персонажей «Мальтийского сокола».

## Интересный факт
- Пародию на статуэтку Мальтийского сокола можно увидеть в серии «Как мы нянчились с бельчатами» мультсериала «Чип и Дейл спешат на помощь», где Толстопуз крадёт статуэтку под названием «Мальтийская Мышь».